# San Antonio Scorpions
Il San Antonio Scorpions erano una società calcistica di San Antonio, città del Texas, negli Stati Uniti. Partecipava alla North American Soccer League (NASL).
Fondata nel 2010, la squadra ha debuttato nella North American Soccer League nel 2012.
Il proprietario della squadra è stato Gordon Hartman, un uomo d'affari e filantropo di San Antonio.

## Storia
Il 4 ottobre 2010 la NASL annunciò l'intenzione del club di entrare a far parte della lega a partire dalla stagione 2012. Il nome ufficiale della squadra venne invece annunciato durante una conferenza stampa il 10 gennaio 2011.
L'esordio in campionato degli Scorpions avvenne il 7 aprile 2012 sul campo degli Atlanta Silverbacks. L'incontro si concluse 0-0. La prima partita casalinga venne giocata il 15 aprile contro i Puerto Rico Islanders. Davanti a oltre 13.000 spettatori (nonostante una capienza ufficiale di 11.000 posti dello Heroes Stadium), gli Scorpions vennero sconfitti per 4-0.
Il club di San Antonio segnò il suo primo goal ufficiale il 22 aprile nel pareggio 2-2 contro il Fort Lauderdale Strikers: la rete fu messa a segno da Pablo Campos al 41º minuto.
Il 22 dicembre 2015 è stato annunciato che il Toyota Field e lo S.T.A.R. Soccer Complex sono stati venduti al Comune di San Antonio con il relativo accordo con lo Spurs Sports and Entertainment di gestire gli impianti ed il campo per una nuova squadra che giocherà nella USL Championship a partire da marzo del 2016. L'accordo ha contribuito al ritiro della squadra da parte del proprietario Gordon Hartman dalle attività calcistiche.

## Stadio
Per la stagione 2012, gli Scorpions decisero di giocare le partite casalinghe allo Heroes Stadium di San Antonio. In quella stagione, per l'incontro di U.S. Open Cup contro il Laredo Heat, utilizzarono invece il Blossom Soccer Stadium.
Lo stadio di casa degli Scorpions è stato il Toyota Field, con una capienza iniziale di 8.000 posti che poteva essere portata a 18.000 in caso di necessità.

## Palmarès
- Campionato NASL II: 1

2014
- Woosnam Cup: 1

2012

## Risultati anno per anno
| Stagione | Campionato                   | Regular Season | Playoff         | Lamar Hunt U.S. Open Cup | CONCACAF Champions League |
| -------- | ---------------------------- | -------------- | --------------- | ------------------------ | ------------------------- |
| 2012     | North American Soccer League | 1°             | Semifinale      | 4º turno                 | non qualificato           |
| 2013     | North American Soccer League | 3°-8°          | non qualificato | 2º turno                 | non qualificato           |
| 2014     | North American Soccer League | 3°-1°          | Campione        | 4º turno                 | non qualificato           |
| 2015     | North American Soccer League | 7°-10°         | non qualificato | 3º turno                 | non qualificato           |